# Santos XII Apóstoles (título cardenalicio)
El título cardenalicio de Santos XII Apóstoles (en latín XII Apostolorum) es uno de los más prestigiosos, fue instituido en 112 por el papa Evaristo, originalmente bajo el nombre de los Santos Felipe y Santiago el Menor, (los dos apóstoles que, según la tradición, están enterrados en la Basílica de los Santos Apóstoles). En 555 fue confirmado por el Papa Pelagio I y en 560 por el papa Juan III, que cambió su nombre por el de Santos Doce Apóstoles cuando consagró la nueva iglesia, el 1 de mayo de ese año. 

## Titulares
- Epifanio (494-?)
- Agapito (o Rustico) (530?-535)
- Andromaco (590-?)
- Marino (731-?)
- Giovanni (964-prima del 993)
- Giovanni (993-?)
- Bernardo (ca. 1067-prima del 1073)
- Giovanni (ca. 1073-prima del 1099)
- Gregorio Gaetani (1099-ca. 1112)
- Ugo Visconti (ca. 1112-1121)
- Gregorio Conti (1122-ca. 1140)
- Alberto (da Monte Sacrato) (1152-ca. 1156)
- Ildebrando Grassi, Can.Reg. (1157-1178)
- Ildeberto (1179-ca. 1182)
- Pandolfo Masca (1182-1201)
- Stefano de Ceccano, O.Cist. (1213-1227)
- Guillaume de Talliante, O.S.B. (1244-1250)
- Annibale d'Annibaldeschi de Molaria (o Annibaldo, o Annibaldi della Molara) O.P. (1262-1272)
- Gerardo Bianchi , O.Cist. (1278-1281)
- Pietro Colonna (1288-1294)
- Imbert Dupuis (o Hubert) (1327-1348)
- Pectin de Montesquieu (o Montesquiou) (1350-1355)
- Pierre de la Foret (o Forest, o Laforest), O.S.B. (1356-1361)
- Bernard du Bosquet (1368-1371)
- Roberto de Ginebra (1371-1378)
- Jan Ocko de Vlasim (1378-1380)
- Fernando Pérez Calvillo (1397-1404), pseudocardenal de Benedicto XIII de Aviñón
- Pietro Filargo de Candia (o Filarete, o Filargos), O.F.M.Conv. (1405-1409)
- Louis de Bar (1409-1412)
- Basilio Bessarion (1440-1449); in commendam (1449-1471)
- Pietro Riario, O.F.M.Conv., in commendam (1471-1474)
- Giuliano della Rovere, Julio II in commendam (1474-1503)
- Clemente Grosso della Rovere, O.F.M.Conv. (1503-1504)
- Leonardo Grosso della Rovere (1505-1508)
- Francesco Soderini (1508-1511)
- Niccolò Fieschi (1511-1517)
- Pompeo Colonna (o Pompeio) (1517-1524)
- Vacante (1524-1532)
- Alonso Manrique (1532-1538)
- Pedro Gómez Sarmiento (1538-1541)
- Miguel de Silva (1542-1543)
- Durante de Duranti (1545-1558)
- Markus Sitticus von Hohenems (o Altemps) (1561-1565)
- Marco Antonio Colonna (1565-1580)
- Vacante (1580-1585)
- Rodrigo de Castro (1585-1600)
- François d'Escoubleau de Sourdis (1600-1606)
- Domenico Ginnasi (1606-1624)
- Desiderio Scaglia, O.P. (1626-1627)
- Vacante (1627-1634)
- Francesco Maria Brancaccio (1634-1663)
- Paluzzo Paluzzi Altieri Degli Albertoni (1666-1681)
- Francesco Lorenzo Brancati di Lauria, O.F.M.Conv. (1681-1693)
- Vacante (1693-1698) Giorgio Cornelio (1698-1722)
- Benedetto Erba Odescalchi (1725-1740)
- Domenico Riviera (o Rivera) (1741-1752)
- Enrique Benedicto Estuardo duque de York (1752-1759); in commendam (1759-1762)
- Lorenzo Ganganelli, O.F.M.Conv. (1762-1769)
- Francisco de Solís Folch de Cardona (1769-1775)
- Giovanni Archinto (1776-1795)
- Francisco Antonio de Lorenzana y Butrón (1797-1804)
- Dionisio Bardají y Azara (1816-1822)
- Carlo Odescalchi (1823-1833)
- Francesco Serra-Cassano (1833-1850)
- Antonio Francesco Orioli, O.F.M.Conv. (1850-1852)
- Giusto Recanati, O.F.M.Cap. (1853-1861)
- Antonio Maria Panebianco, O.F.M.Conv. (1861-1885)
- José Sebastião d'Almeida Neto, O.F.M. (1886-1920)
- Pietro La Fontaine (1921-1935)
- Ignace Gabriel I Tappouni (1935-1965)
- Francesco Roberti (1967-1977)
- Agostino Casaroli (1979-1985); in commendam (1985-1998)
- Giovanni Battista Re (2001-2002)
- Angelo Scola (2003-